# Mollemeta
Mollemeta is een monotypisch geslacht van spinnen uit de  familie van de Tetragnathidae (Strekspinnen).

## Soort
- Mollemeta edwardsi Simon, 1904